# Marschwerft

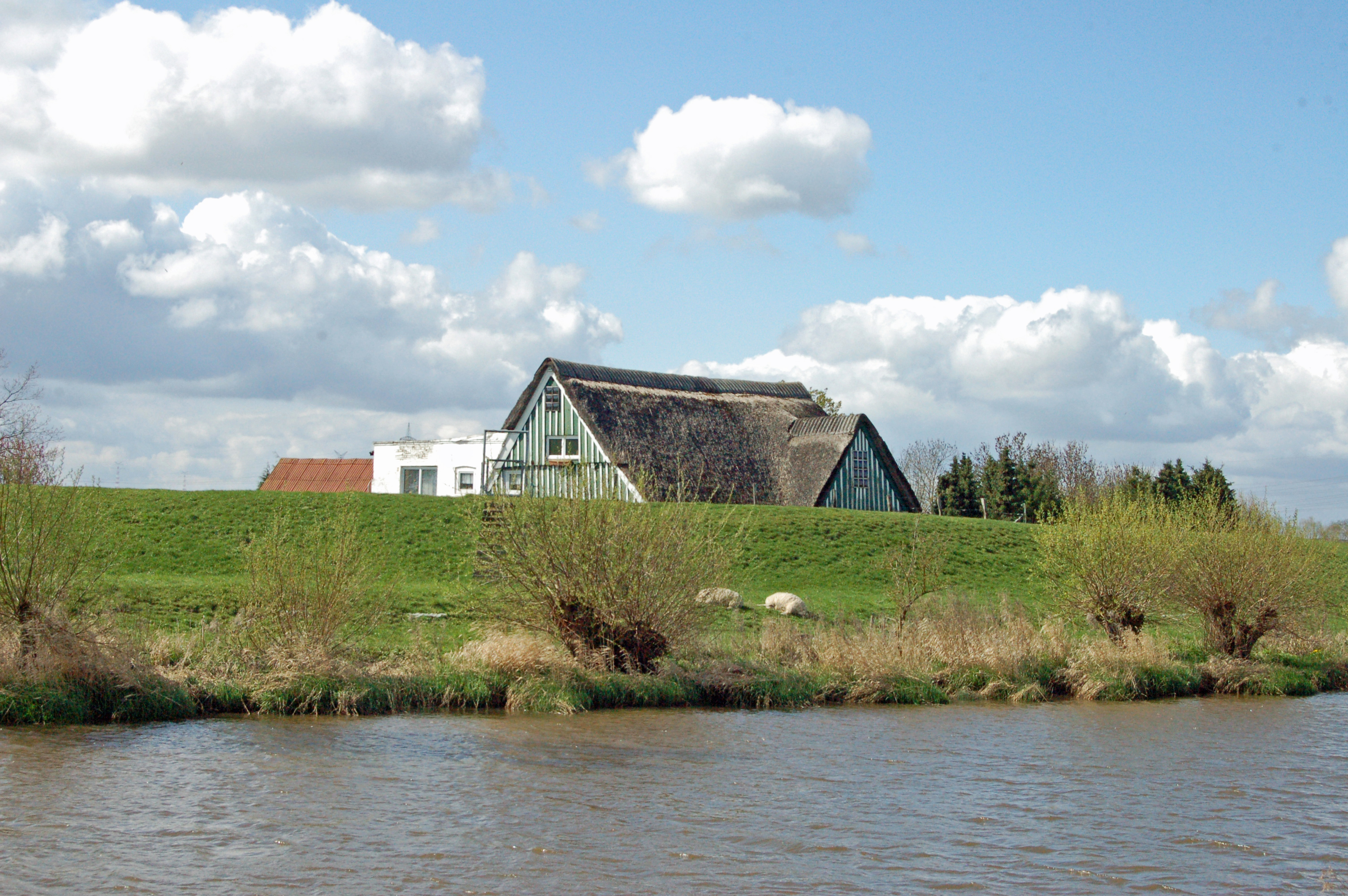
Standort der ehemaligen Schüler-Werft

Die Marsch-Werft am Moorreger Deich der Pinnau bestand von etwa 1735 bis 1929 und war der älteste Schiffbaubetrieb im Uetersener Umland. Der aufgrund seiner Lage Marsch-Werft genannte Betrieb war unter seinen jeweiligen Besitzern auch als Schedelgar-Werft beziehungsweise Schüler-Werft bekannt.

## Geschichte

### Die Anfänge der Marschwerft
Etwa 1735 wurde die Marschwerft auf einer großen, aber flachen Warft in Klevendeich (damalige Bezeichnung für den Moorreger Deich) am Pinnauufer von einem Schiffszimmermann gegründet. Die Witwe des späteren Besitzers Johann Hinrich Cremer heiratete erneut, wodurch die Werft 1776 in den Besitz von Claus Nothdorf kam. Dieser ertrank bei der Ablieferung eines Kahns.

### Schedelgar-Werft
Sein Nachfolger wurde der Schiffbauer Detlef Friedrich Schedelgar, der auf den Resten eines alten Deiches ein Wohnhaus errichtete. Das Bauprogramm der Werft umfasste hölzerne Galeassen, Jachten, Schoner, Kutter und Ewer. Die Schiffe erreichten aufgrund der geringen Wassertiefe der damals noch schmaleren Pinnau nur eine Größe bis zu 20 Tonnen. Ab 1907 stellte man die Werft auf den Bau eiserner Schiffe um und erweiterte die Werft um mehrere Helgen.

### Schüler-Werft

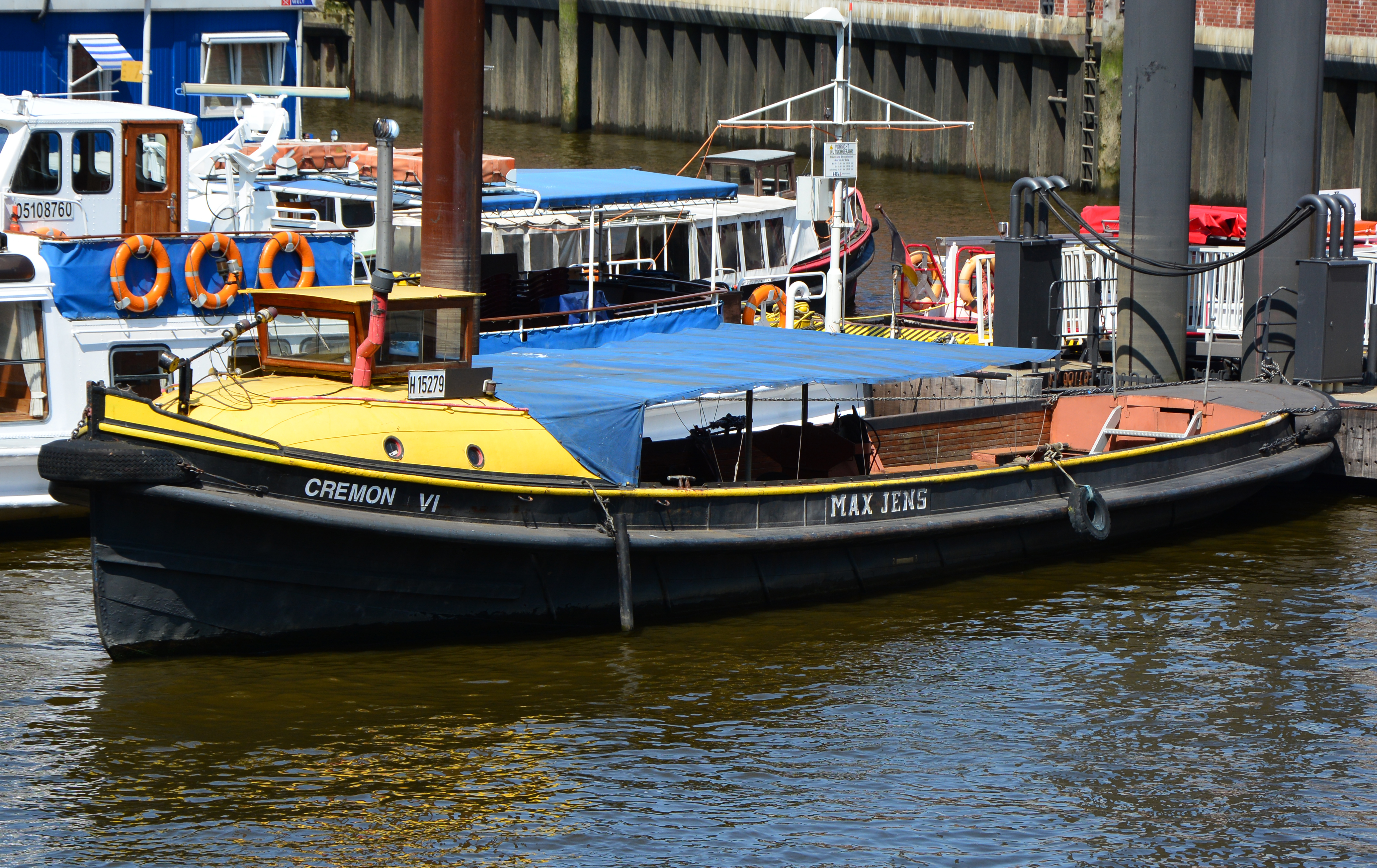
Die Barkasse Cremon VI im Hamburger Hafen, 1929 als Stauerei Gerd Buss VI bei der Schüler Werft gebaut

Am 1. Juni 1911 veräußerte die Familie Schedelgar den Betrieb, auf dem nun schon Schiffe mit einem durchschnittlichen Ladegewicht von 100 t gebaut werden konnten, schließlich an den Schlosser Wilhelm Schüler. Dieser wollte zusammen mit seinem Bruder Gottlieb Schüler Schiffe und landwirtschaftliche Maschinen reparieren, Gottlieb verließ den Betrieb jedoch nach kurzer Zeit wieder. Wilhelm begann auf der zunächst noch unrentablen Werft mit dem Bau von Barkassen, da er über familiäre Bindungen zu Hamburger Barkassen-Besitzern verfügte. Bis zum Beginn des Ersten Weltkriegs erstellte die Werft eine Reihe von Hafenbarkassen und Frachtbooten für den Transport von Stückgütern im Hamburger Hafen oder für Werftarbeiter und Passagiere. Nach Kriegsausbruch wurde Schüler in die Marine eingezogen und man vollendete aufgrund der Materialknappheit mit der verbliebenen Belegschaft und Hilfe von Detlef Schedelgar von der Werft J. H. Jacobs nur noch vier vor Kriegsausbruch bestellte Barkassen.
Der erste Auftrag nach dem Ende des Ersten Weltkriegs war ein kleiner Schleppdampfer für die Firma Starck in Uetersen. Bald darauf begann man auch wieder Barkassen für den Hamburger Hafen und seine Werften zu bauen. Das Geschäft weitete sich auf Schlepper für die Niederlande und Kaffeeleichter für Brasilien aus, wodurch die Belegschaft bis zur Inflationszeit auf 25–30 Mann wuchs. In den Jahren 1923 bis 1926 war die Werft voll ausgelastet, die technische Ausrüstung der Werft wurde erweitert und man lieferte monatlich etwa eine Barkasse im Wert von etwa 120 englischen Pfund ab.
In der zweiten Hälfte der 1920er Jahre verringerte sich das Auftragsvolumen der Schüler-Werft durch die aufstrebende Konkurrenz aus dem benachbarten Holland immer mehr. Nachdem bis 1928 bei Schüler noch einzelne Barkassen gebaut worden waren, kam der Betrieb bis 1929 schließlich ganz zum Erliegen, woraufhin die Werft ihre Pforten schloss. Unter der Ägide Schülers 1911 entstanden etwa 120 Neubauten. Erhalten sind noch einige bei Schüler gebaute Barkassen.
1929 erwarb der Intendant der Norag (Norddeutsche Rundfunk AG), Hans Bodenstedt, den Werftplatz. Er ließ die Werftgebäude abreißen und das Wohnhaus der Schülerschen Werft umbauen. Das Gebäude steht heute noch am Moorreger Deich, gegenüber der ehemaligen Schinkelschen Mühle am Klosterdeich.